# Philautus thamyridion
Philautus thamyridion é uma espécie de anfíbio anuro da família Rhacophoridae. O seu estado de conservação ainda não foi avaliado pela Lista Vermelha da UICN. Está presente na Indonésia.